# Humming Airways (aerolínea)
Humming Airways es una aerolínea argentina fundada en abril de 2024 por un equipo de jóvenes emprendedores, liderados por Francisco Simón Errecart. La compañía nació con el objetivo de mejorar la conectividad aérea en el país, enfocándose en unir ciudades con baja infraestructura aeronáutica mediante el uso de aviones eficientes de menor tamaño.
El lema de la aerolínea es "Vuelos que conectan".

## Historia
Humming Airways fue fundada por un grupo de jóvenes emprendedores liderados por Francisco Simón Errecart, 20 años, con el objetivo de crear una aerolínea de tamaño mediano que conectara principalmente ciudades con fuerte industria con el Aeroparque Jorge Newbery de Buenos Aires. Errecart determinó a qué ciudades se volaría inicialmente: Venado Tuerto, Junín, Olavarría y Tandil, cuatro ciudades muy prósperas. Debido a las condiciones de la pista, Junín tuvo que cambiarse a Villa María.
El vuelo inaugural de Humming Airways se realizó el 27 de diciembre de 2024, conectando el Aeroparque Jorge Newbery en Buenos Aires con las ciudades de Venado Tuerto y Villa María. Este evento contó con la presencia de funcionarios como Federico Sturzenegger, ministro de Desregulación y Transformación del Estado, y Daniel Scioli, secretario de Turismo, Ambiente y Deportes.
Las operaciones regulares comenzaron en febrero de 2025, ofreciendo vuelos que conectan Buenos Aires con Venado Tuerto y Villa María. Estas rutas están diseñadas para atender principalmente a pasajeros corporativos y fomentar el desarrollo regional.
El 3 de abril de 2025 se concretó el primer vuelo oficial de presentación de Humming Airways entre el Aeroparque Jorge Newbery y las ciudades de Tandil y Olavarría, como adelanto al retorno de una ruta aérea comercial que llevaba varios años sin estar operativa.
El primer vuelo comercial programado de la aerolínea comenzó el 17 de abril de 2025, con una ruta entre el Aeropuerto Jorge Newbery y Olavarría. Sin embargo, el vuelo no pudo completar su ruta debido a condiciones meteorológicas adversas. La densa niebla que cubría la ciudad circundante impidió el aterrizaje. El avión se dirigió al Aeropuerto de Tandil, donde pudo aterrizar sin incidentes. De todos modos, el programa incluye una segunda oportunidad para completar el vuelo, ya que está previsto que despegue de Buenos Aires, arribe a Olavarría, continúe hasta Tandil y finalmente regrese al Aeroparque Jorge Newbery.
El 22 de abril de 2025 finalmente se concretó el vuelo inaugural que conectó el Aeroparque Jorge Newbery con Tandil y Olavarría. Errecart habló de que los vuelos comerciales regulares con esta ruta operarán una vez por semana todos los días jueves.
Además, la aerolínea ha implementado prácticas sostenibles, como la plantación de un árbol por cada vuelo realizado, con el objetivo de reducir su impacto ambiental.

## Flota
Humming Airways opera inicialmente con un Fairchild Swearingen Metro 23, registrado como LV-ZXA, con capacidad para 19 pasajeros, alquilado a la empresa Royal Class. Este avión es adecuado para operar en aeropuertos con infraestructura limitada, alineándose con la estrategia de la aerolínea de conectar ciudades menos atendidas por las compañías tradicionales.

## Destinos

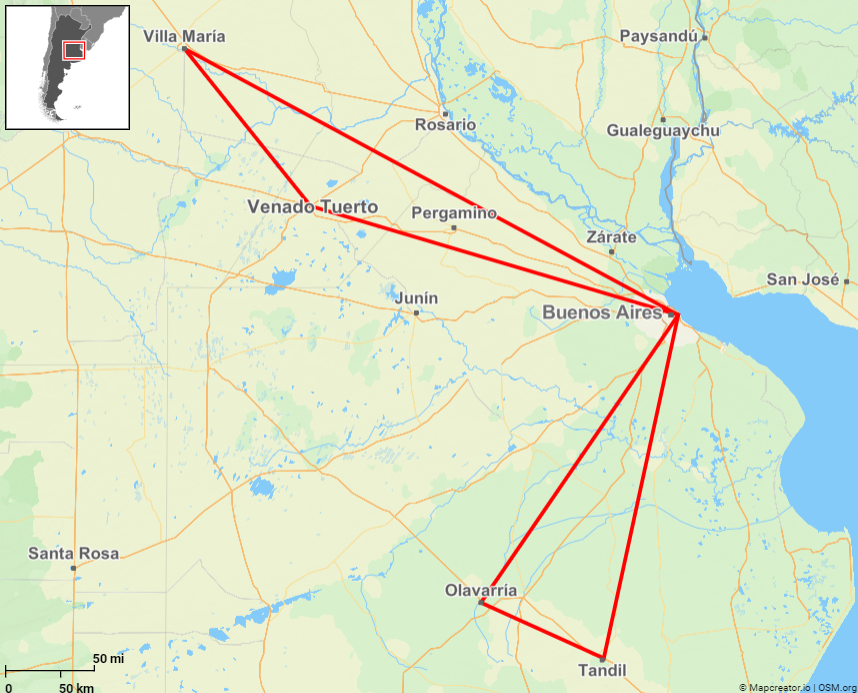
Mapa que muestra las rutas de Humming Airways desde Buenos Aires en Argentina.

Humming Airways opera actualmente desde el Aeroparque Jorge Newbery con vuelos que conectan dos ciudades del interior en un mismo recorrido antes de retornar a Buenos Aires:
- Buenos Aires – Venado Tuerto – Villa María – Buenos Aires.
- Buenos Aires – Olavarría – Tandil – Buenos Aires.

Estas rutas sirven para conectar con las siguientes localidades:
- Desde Venado Tuerto: Firmat, Rufino, Pergamino, General Villegas y Laboulaye.
- Desde Villa María: Bell Ville, San Francisco, Río Cuarto, Marcos Juárez y Villa Nueva.
- Desde Olavarría: Azul, Bolívar, Tapalqué y General La Madrid.
- Desde Tandil: Ayacucho, Rauch, Balcarce, Benito Juárez y Lobería.